# Султанов, Джейхун Октай оглы
Джейху́н Окта́й оглы́ Султа́нов (азерб. Ceyhun Oqtay oğlu Sultanov; 12 июня 1979, Баку) — азербайджанский футболист, полузащитник. Выступал за национальную сборную Азербайджана.

## Клубная карьера
Выступал также за клубы азербайджанской премьер-лиги — «Динамо» (Баку) и «Бакы» (Баку), а также за иранский клуб «Машинсази» (Табриз).
С 9 февраля 2007 года по 2010 — игрок футбольного клуба «Хазар-Ленкорань».

## Сборная Азербайджана
Дебют в составе национальной сборной состоялся в 1998 году. В некоторых матчах был капитаном сборной.

## Достижения
- Чемпион Азербайджана 2005/06 («Баку»), 2006/07 («Хазар-Ленкорань»)
- Обладатель Кубка Азербайджана 2004/05 («Баку»), 2006/07 и 2007/08 («Хазар-Ленкорань»)